# 石経
石経（せっけい、せっきょう）とは、古代中国において石碑や断崖に刻まれた儒教や仏教、道教の経典。

## 概説

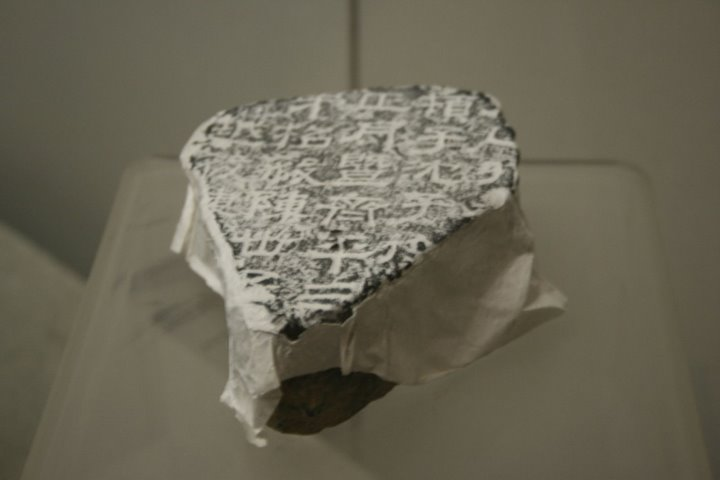
熹平石経残石（洛陽博物館蔵）

石経は、儒教において特に国家事業として作成され、五経の定本および漢字の標準字体を示す役割を果たした。
仏教・道教の場合は、写経や私版の大蔵経と同様に、個人や一族、集団で功徳を修めるために行われた。その中でも、房山石経は千年余にわたって継続して行われた。

## 主な石経

### 儒教
| 名称     | 名称                         | 時代                                       | 場所 | 書体             | 備考 |
| -------- | ---------------------------- | ------------------------------------------ | ---- | ---------------- | ---- |
| 熹平石経 | 一体石経                     | 後漢 熹平4年（175年） - 光和6年（183年）   | 洛陽 | 隷書             |      |
| 正始石経 | 三体石経・三字石経           | 三国時代、魏の正始2年（241年）             | 洛陽 | 古文・隷書・篆書 |      |
| 開成石経 | 唐石経                       | 唐 大和7年（833年） - 開成2年（837年）     | 長安 | 楷書             |      |
| 蜀石経   | 広政石経                     | 五代後蜀 広政14年（951年） - 21年（958年） | 成都 | 楷書             |      |
| 北宋石経 | 二体石経・汴学石経・嘉佑石経 | 北宋 嘉祐元年（1056年） - 6年（1061年）    | 開封 | 楷書・篆書       |      |
| 南宋石経 | 高宗御書石経・紹興石経       | 南宋 紹興13年（1143年）                    | 臨安 | 楷書             |      |
| 清石経   | 乾隆石経                     | 清 乾隆56年（1791年）                      | 北京 | 楷書             |      |

### 仏教
- 風峪石経 - 山西省太原市南西、北斉代。
- 北響堂山石経 - 北斉代。
- 房山雲居寺石経 - 北京市房山区、隋代から遼金代。

### 道教
唐代、玄宗朝に、『老子道徳経』を刻んだ碑や幢が造られた。

### 日本
- 宗像大社の阿弥陀仏経碑[2]